# Valeixe
Valeixe (oficialmente Santa Cristina de Valeixe) es una parroquia española del municipio de La Cañiza, perteneciente a la provincia de Pontevedra, en la comunidad autónoma de Galicia.

## Toponimia
El lugar puede aparecer referido como «Valeixe», «Valeije», «Santa Cristina de Valeixe» y «Santa Cristina de Valeije».

## Historia
Hacia mediados del siglo XIX, el lugar, por entonces referido como una feligresía, tenía contabilizada una población de 2120 habitantes. Aparece descrito en el decimoquinto volumen del Diccionario geográfico-estadístico-histórico de España y sus posesiones de Ultramar de Pascual Madoz con las siguientes palabras:

VALEIJE (Sta. Cristina): felig. en la prov. de Pontevedra (8 leg.), part. jud. y ayunt. de Cañiza (3/4), dióc. de Tuy (6). sit. al E. del monte llamado Paradanta, en las inmediaciones de un r. afluente del Miño: reinan todos los vientos; el clima es templado y sano. Tiene 530 casas en las ald. ó barrios de Barreiros, Guimarans, Pintelos y Valeije, los cuales se subdividen en otros muchos. Tambien hay 2 escuelas frecuentadas por niños de ambos sexos, y sostenidas por los padres de los concurrentes. La igl. parr. (Sta. Cristina), de la que es aneja la de Ntra. Sra. de las Nieves de Pintelos, está servida por un cura de término, y patronato lego: ademas de dicha igl. de Pintelos, se cuentan 5 ermitas que ninguna particularidad ofrecen. Confina N. Cañiza y Achas; E. Villar y Albeos; S. Mourentan, y O. Parada. En el barrio de Guimarans existe una ant. torre, y en el l. de Almuiña hubo una fortaleza, donde se refugió un rebelde, cuya rendicion costó perder mas de 3000 hombres. El terreno participa de las tres calidades; habiendo sobre el indicado r., que baja de Deba, un puente de un ojo. Atraviesa por esta felig. un camino que desde Cañiza conduce á Tuy, su estado malo. prod. maiz, algun trigo, centeno, vino, castañas, lino, aceite, patatas, verduras y buenas frutas: se cria ganado vacuno, mular, caballar y lanar; caza de perdices, liebres y conejos, y pesca de anguilas, truchas y otros peces. ind.: la agricultura, 30 molinos harineros, 3 sierras para madera movidas por el agua, y telares de lienzos ordinarios. comercio: existen algunas tiendas, donde se vende por menor jabon, aceite, arroz, azúcar, pañuelos, cintas etc. pobl.: 530 vec., 2,120 almas, sin incluir algunos mendigos. contr.: con su ayuntamiento (V.).
(Madoz, 1849, pp. 300-301)

En 2022, tenía empadronados 779 habitantes.

## Patrimonio
Hay en la parroquia una iglesia de Santa Cristina.